# Playlist: The Very Best of Soul Asylum
Playlist: The Very Best of Soul Asylum es un álbum compilatorio de la banda estadounidense Soul Asylum, que contiene 14 grandes éxitos de la carrera de la agrupación, de 1988 al 2006. Hace parte de la serie "Playlist" lanzada al mercado por Columbia Records y Legacy Recordings.

## Lista de canciones
Todas escritas por David Pirner, excepto donde se indique.
1. "Never Really Been" (live) - 3:12
2. "Cartoon" - 3:53 (Dan Murphy)
3. "Easy Street" - 3:36
4. "Somebody to Shove" - 3:14
5. "Runaway Train" - 4:25
6. "By the Way" - 3:44
7. "Black Gold" - 3:55
8. "Sexual Healing" - 4:41 (Brown, Gaye, Ritz)
9. "Misery" - 4:26
10. "Without a Trace" (live) - 3:18
11. "Just Like Anyone" - 2:48
12. "When I Ran Off and Left Her" - 3:57 (Chesnutt)
13. "I Will Still Be Laughing" (live) - 3:44
14. "Stand Up and Be Strong" - 4:24